# 梅勒 (东佛兰德省)
梅勒（荷蘭語：Melle，荷蘭語發音：[ˈmɛlə] ⓘ）是比利时弗拉芒大區东佛兰德省根特區的一个市镇，通行荷蘭語，是弗拉芒社群的一部分，面积15.34平方千米，人口11,574人（2018年1月1日）。

## 友好城市
- 法國 梅勒